# Vårvial
Vårvial (Lathyrus sphaericus Retz) är en sällsynt ettårig ärtväxt med tegelröda blommor. Den växer på solöppen, kustnära mark, gärna på klippor. Blomningen sker i maj - juni. Den är mellan 10 och 30 cm hög. Stjälken är fyrkantig och upprätt. Endast ett par långa blad omger växtstammen. Baljan blir 3-7 cm lång. I Sverige är växten fridlyst, och finns endast på Kullaberg och i Bohuslän.